# Owe Thörnqvist
Owe Thörnqvist, folkbokförd Karl-Gustav Ove Törnqvist, född 12 mars 1929 i Uppsala, är en svensk sångare, musiker och låtskrivare.
Thörnqvist, som fortfarande (2025) är aktiv som musiker, inledde sin karriär 1953, och blev senare under samma decennium en av dem som först lanserade rockmusiken i Sverige. Hans stil, med brett musikaliskt anslag och många ordlekar, har jämförts med Povel Ramels.
Bland många kända låtar av Thörnqvist kan nämnas ”Rumba i Engelska parken”, ”Dagny”, och ”Varm korv boogie”. 2016 blev han invald i Swedish Music Hall of Fame.
Owe Thörnqvist deltog i Melodifestivalen 2017 som äldsta deltagaren någonsin i tävlingen med sitt bidrag Boogieman Blues.  Han tog sig direkt till final i deltävling 3 och slutade på en tolfte plats i finalen.

## Biografi
Owe Thörnqvist är son till fabrikören Sven Thörnqvist (1904–1973) och Karin, född Sjöberg (1905–1994) och växte upp i stadsdelen Luthagen. Under tonåren utövade han boxning, och blev bland annat uppländsk junior- och distriktsmästare. Han avlade studentexamen vid Uppsala högre allmänna läroverk, och började först läsa juridik vid Uppsala universitet. År 1957 blev han filosofie kandidat.

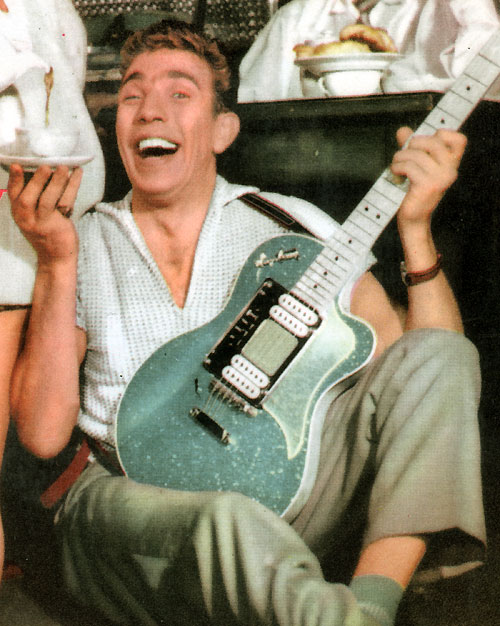
Owe Thörnqvist på ett EP-omslag 1958.

Owe Thörnqvist debuterade som artist 1953 med "Rumba i Engelska parken" och "Josefsson", båda i hans och Rune Eks revy Bada med oss. Han har varit aktiv inom den svenska musikbranschen i 70 år. På 1950-talet var han en av de som först lanserade rocken i Sverige. Låten "Diverse julboogie" utkom 1955, året innan artister som Elvis Presley och Bill Haley slog igenom i USA. Thörnqvists låt "Rotmosrock" (1956) var den första skriven av en svensk artist som använde sig av ordet "rock" i en låttitel.
Duetterna med Ulla-Bella Fridh, "Titta titta" (1956) och "Anders och Brita" (1956), blev storsäljare och såldes i över 100 000 exemplar, enligt boken "De legendariska åren – Metronome Records", utgiven av Premium Publishing.
Owe Thörnqvists stil har jämförts med Povel Ramels, med hänvisningar till såväl ordlekar som hans breda musikaliska anslag och långa revykarriär; Ramel har hävdat att han och Thörnqvist var de första att introducera calypso i Sverige. Efter en incident i Pålsboda folkpark 1965, där Thörnqvist slog ner en berusad person som störde showen, bojkottades Owe Thörnqvist av media och folkparker under en period. Thörnqvist flyttade till Spanien där han bodde i många år.
På 1970-talet gjorde Thörnqvist comeback, först med krogshowen på Bacchi Wapen 1976 i Stockholm och senare med skivan "Blommor och eterneller" 1979 (han fyllde samma år femtio år). Thörnqvist har sedan dess återkommit med jämna mellanrum: 1985 med 30-årsjubileum på Restaurang Cabarét, 1990 med en box innehållande 12 LP-skivor, 2005 med en ny cd och konsertturné samt 2009, då en jubileumsbox om totalt åtta cd-skivor och en DVD-skiva släpptes. År 2009, 80 år gammal, gjorde Thörnqvist ett bejublat avskedsframträdande på sin långa karriär på Scalateatern i Stockholm med Mr Boogieman – tack och hej.
Owe Thörnqvist deltog i Melodifestivalen 2017 med låten Boogieman Blues och blev därmed med god marginal den äldste deltagaren någonsin. Han tog sig där till final efter att ha tävlat i tredje deltävlingen.
Owe Thörnqvist är engagerad i miljöfrågor och i Föreningen artister mot narkotika (FAMN). En dokumentärfilm om Owe Thörnqvist kom 2014.

### Shower och ståuppkomik
Han var pionjär inom ståuppkomik i Sverige, en stil som han odlade i sina krogshower på Hamburger Börs och Berns i Stockholm. Tillsammans med  Lill Lindfors gjorde Thörnqvist showen Adam och Eva 1964 och Jojatackarja 1965. Owe Thörnqvist har även showat med Anita Lindblom, Eva Rydberg, Laila Westersund och Lena Hansson.

### Kontroverser
Owe Thörnqvists stenåldersvals Wilma! från 1962 var 1963 med i ett avsnitt av den tecknade serien Familjen Flinta. Det amerikanska bolaget bakom serien, Hanna-Barbera Productions, började först hota med stämning för att han använt sig av Fred Flintas uttryck "Yabba dabba doo". Konflikten löstes emellertid och låten kom i stället att ingå i TV-serien.
Rocken ansågs i sin barndom på 1950-talet som vågad och blev föremål för moralpanik när den kom till Sverige. 1966 blev tre låtar av Owe Thörnqvist, bland dem Födelsedagen, försedda med dödskallar och varningsetiketter i radions grammofonarkiv.
Owe Thörnqvists Sverigebesöket från 1981 gavs åter ut på samlingsvolymen Då-nu-alltid år 2004 och orsakade vid nysläppet häftiga reaktioner. Låten handlar om kriminella ligor, efter det att en närstående till Thörnqvist fallit offer för den så kallade Uppsalaligan, och utmålar en svart bild av tillståndet i det svenska samhället. ”Tyvärr valde rasistiska grupper att tolka in andra budskap, vilket är högst beklagligt”, har Thörnqvist sagt om låten.

## Familj
Owe Thörnqvist var 1968–1980 gift med sjukgymnasten Anita Tallroth (född 1944) med vilken han har en son (född 1969). Sedan 14 december 2019 är Owe Thörnqvist gift med förläggaren Berit Gullberg (född 1939), vilken han varit sambo med sedan mitten av 1980-talet.

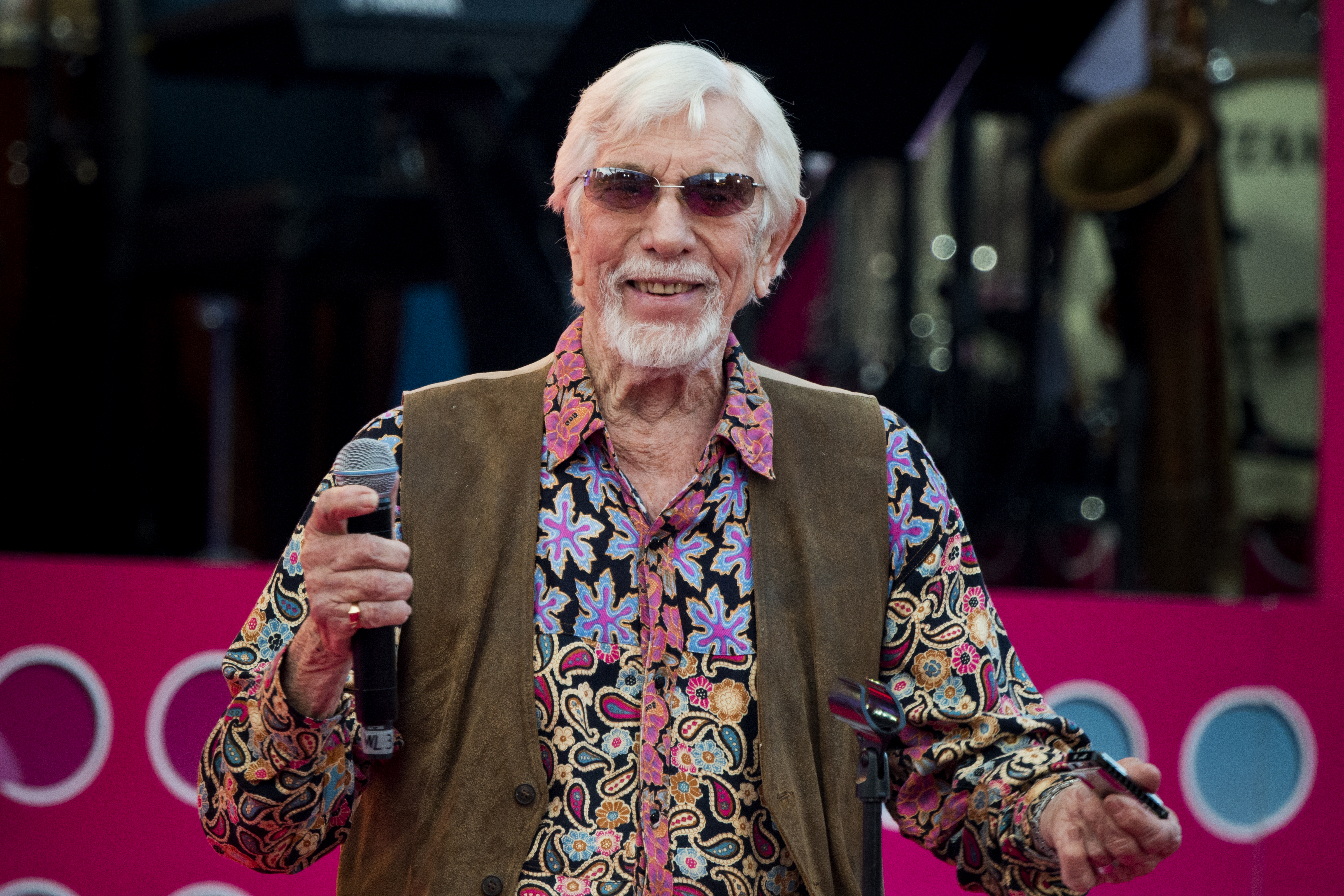
Owe Thörnqvist på Sommarkrysset 2016.

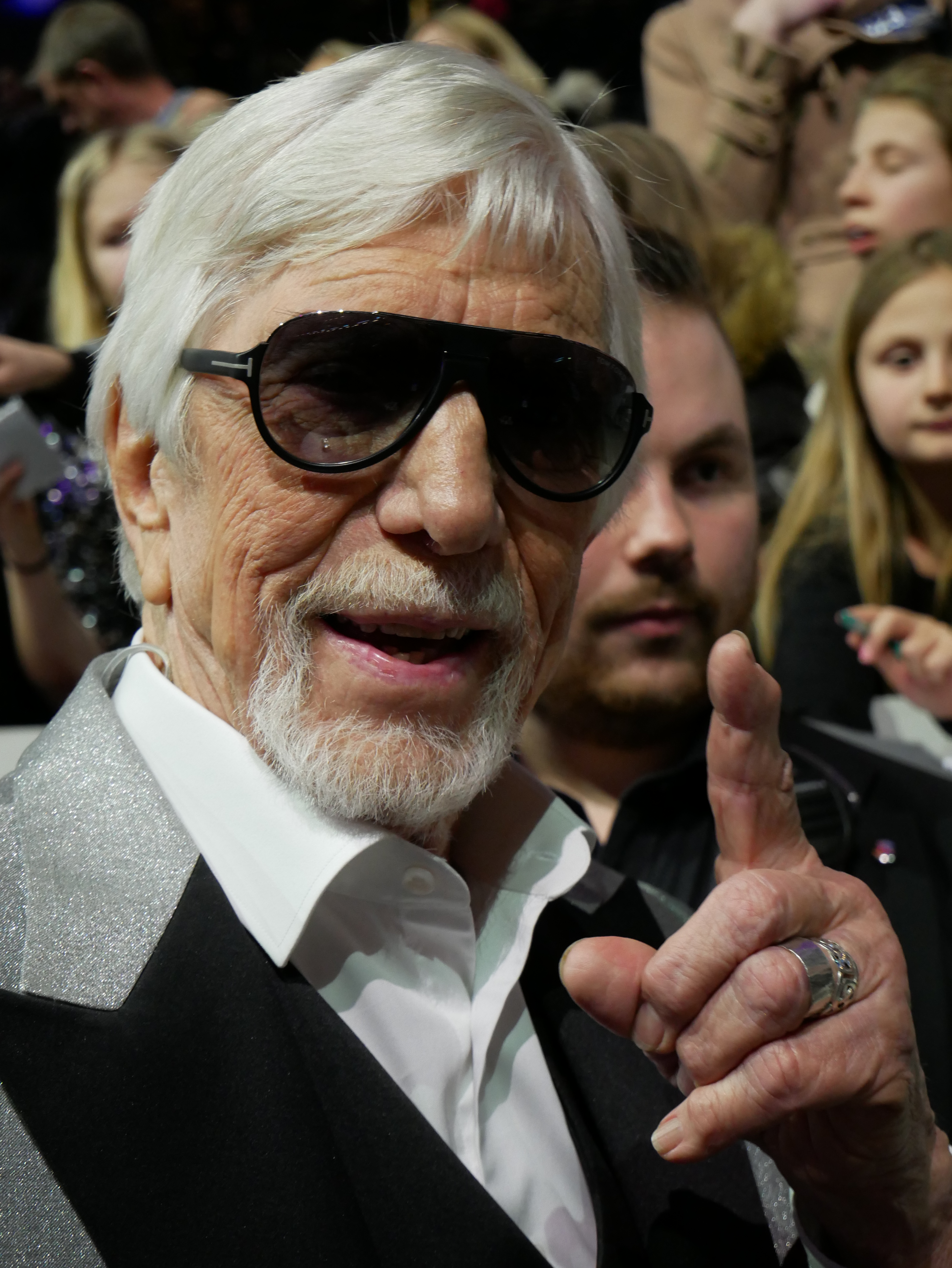
Owe Thörnqvist 2017.

## Produktioner

### Diskografi (urval)
- 1959 – 14 x Owe Thörnqvist
- 1962 – Owe Thörnqvist
- 1964 – Adam & Eva (med Lill Lindfors)
- 1965 – Jojatackarja – Owe & Lill på Berns (med Lill Lindfors)
- 1979 – Blommor och eterneller
- 1981 – Sverigebesöket
- 1990 – En box Owe (12 LP/CD 1955–1987)
- 1994 – 27 singlar som slog
- 1999 – Jubileumsmix
- 2000 – Guldkorn
- 2002 – Owe Thörnqvist Live
- 2005 – Recovered
- 2009 – Boogieman (8 CD+DVD+Bok/Box)

### Musiktryck
- Blommor och eterneller. Stockholm: Pandorec, 1980.
- Owe's sångbok : singlar som slog 1955–1963. Stockholm: Pandorec, 1994.
- Owe Thörnqvist – en gycklares visor. Stockholm: Notfabriken, 2004.

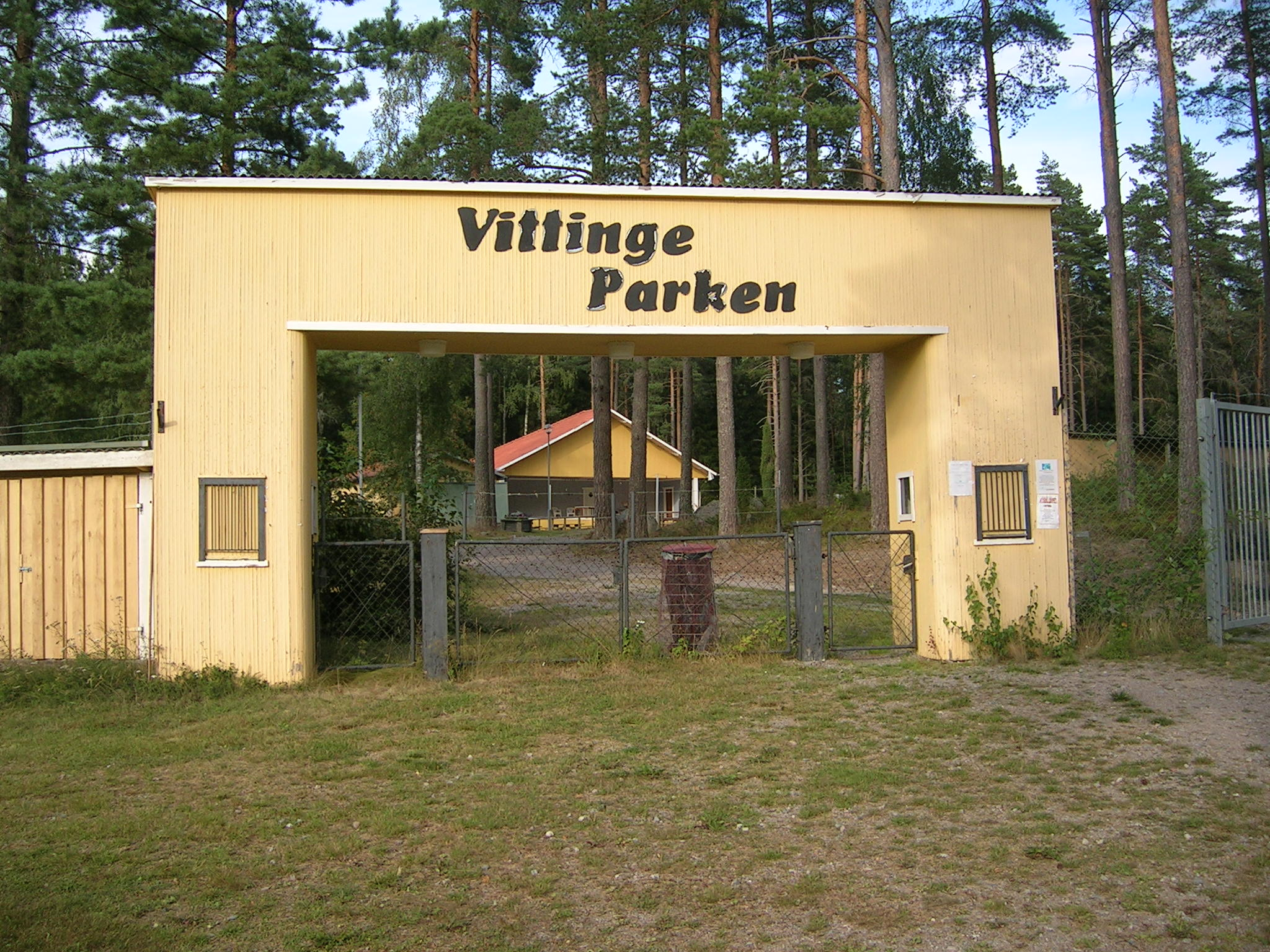
Vittinge-parken som det sjungs om i sången "På festplatsen".

### Låtar av Owe Thörnqvist (urval)
- "Aj, aj, aj – oj, oj, oj" (1959)
- "Albin och Pia" (1957)
- "Alla barn i början cha-cha" (1961)
- "Alptoppens ros" (1961)
- "Anders och Brita" (1953)
- "Anna Kaffepanna" (1959)
- "Auktions-rock" (1957)
- "Arv och grönsaker" (1961)
- "Basfiol och flöjt" (1964)
- "Betty Fagerlund" (1959)
- "Betty Kvist" (1962)
- "The Big Lasse Liten Blues" (2004)
- "Blommor" (1979)
- "Boogieman Blues" (2017)
- "Bossa Catarina" (1962)
- "Dagboken" (1957)
- "Dagny" (1958)
- "Diverse julboogie" (1956)
- "Där kom du" (1980)
- "En titt i din spegel" (1964)
- "Ett litet rött paket" (1957)
- "Frufridagen" (1963)
- "Gaiahymn
- "Ge mig tid" (1995)
- "Genom dina ögon" (1996)
- "Gullebarn" (1963)
- "Gun från Dragarbrunn" (1959)
- "Hemma" (1959)
- "Herr Jonssons irrfärder" (1958)
- "Hey Man" (1964)
- "Hjalmar Bergström" (1960)
- "Hjälp" (1958)
- "Hot 'n' Slow" (1999)
- "Hör ni ni ni" (1956)
- "Icke sa Nicke" (1957)
- "Igår" (1962)
- "Jag har inte några pängar" (1956)
- "Jaguar Sport" (1962)
- "Josefsson" (1954)
- "Jägarliv" (1981)
- "Kalle Kork" (1981)
- "Karusellen" (1981)
- "Key West" (1999)
- "Kolibri och ollonborr" (2000)
- "Krama ditt barn" (1981)
- "Kärleken" (1994)
- "Lili-mon-ami" (1979)
- "Lilla mamma" (1964)
- "Liten grötrock" (1957)
- "The Long Cool Song" (1963)
- "Loppan" (1959)
- "Lula lej" (1963)
- "Lönsam?" (1998)
- "Malena-Malou
- "Mammas paket" (1963)
- "Marianne" (1956)
- "Miss Hambo" (1958)
- "Mister Kelly" (1961)
- "Mulliga Malin och malliga Märta" (1998)
- "Nam Jam" (1957)
- "Norra Station Blues" (1981)
- "Nu igen" (1964)
- "Näcken" (1981)
- "När min vän" (1962)
- "Omslagsflicka sökes" (1961)
- "Pelle Jansson" (1999)
- "Per Olsson" (1961)
- "Problem" (1957)
- "På festplatsen" (1956)
- "Rosemary Svensson" (1979)
- "Rotmos rock" (1956)
- "Rumba i Engelska parken" (1955)
- "Silver Sand Merengue" (1961)
- "Skvättholmavalsen" (1959)
- "Stygga Svea" (1987)
- "Svartbäckens ros" (1959)
- "Sverigebesöket" (1981)
- "Tango på Djurgården" (1961)
- "Thörnberg" (1957)
- "Titta Titta" (1956)
- "Tivolivisa" (1961)
- "Tomten Lars" (1961)
- "Torsten på skorsten" (1963)
- "Ulla Godin" (1981)
- "Ulla Melin" (1978)
- "Under en stjärna" (1998)
- "Undring" (2001)
- "Vad har du gjort med mig?" (1961)
- "Varm korv boogie" (1959)
- "Vera Cruz" (1999)
- "Wilma!" (1962)
- "With You" (1957)
- "Vårens första dag" (1962)
- "Vänervisa" (1960)
- "Ösa sand" (1961)

### Teater
Roller
| År   | Roll             | Produktion                                        | Regi        | Teater                 |
| ---- | ---------------- | ------------------------------------------------- | ----------- | ---------------------- |
| 1964 | Brown, polischef | Tolvskillingsoperan Kurt Weill och Bertolt Brecht | Hans Dahlin | Stockholms stadsteater |

## Uppsalaanknytning
Thörnqvists sånger är förankrade i det folkliga livet i Uppsala. Många namn från till exempel parker, gator och kaféer nämns i texterna:
| Sång                    | Plats                          | Omnämns i texten |
| ----------------------- | ------------------------------ | ---------------- |
| Gun från Dragarbrunn    | Dragarbrunn                    | x                |
| På festplatsen          | Vittinge                       | x                |
| Rotmosrock              | Sturegatan                     | x                |
| Rumba i Engelska parken | Engelska parken                | x                |
| Svartbäckens Ros        | Svartbäcken                    | x                |
| Ulla Melin              | Fyrisån                        | x                |
| Varm korv boogie        | Fyristorg                      | x                |
| Josefsson               | Bergsbrunna                    |                  |
| Norra station blues     | Norra station                  | x                |
| Titta, titta            | Sverkerskolan                  |                  |
| Miss Hambo              | Stadshotellet                  | x                |
| Lili-mon-amie           | Öfre Slottsgatan               | x                |
| Dagny                   | Kafé 7:an (låg på Bredgränd 7) | x                |
| Thörnberg               | Katedralskolan                 |                  |
| Lula lej                | Systembolaget                  | x                |
| Ett litet rött paket    | Ofvandahls konditori           | x                |

## Priser och utmärkelser
- 1986 – Svenska fonogramartistpriset
- 2001 – Grammis (juryns specialpris)
- 2003 – Evert Taube-stipendiet
- 2003 – Uppsala kommuns förtjänstmedalj (UaGM)
- 2004 – Hans Majestät Konungens medalj i guld av 8:e storleken (Kon:sGM8) för en gedigen långvarig kulturgärning som visförfattare, sångare och kompositör[15]
- 2004 – Cornelis Vreeswijk-stipendiet[16]
- 2011 – Olrogstipendiet, delas ut av Nyköpings kommun och Rotaryklubbarna[17]
- 2011 – Nils Ferlin-Sällskapets Trubadurpris för att han "skapat ett eget universum som han befolkat med säregna livsöden".
- 2014 – Fridolf Rhudinpriset[18]
- 2014 – Korvakademiens Hederspris[19]
- 2016 – Invald i Swedish Music Hall of Fame[20]
- 2018 – Albert Engström-priset[21]
- Asteroiden 12671 Thörnqvist[22]

### Webbkällor
- Owe Thörnqvist på Discogs (engelska)